# Université Hitotsubashi
L'université Hitotsubashi (一橋大学, Hitotsubashi daigaku) est l'une des universités nationales de Tōkyō. L'université Hitotsubashi est spécialisée dans le domaine des sciences sociales, notamment commerce, sciences économiques, droit, sociologie et politique.
L'université a ses campus dans les quartiers de Kunitachi, Kodaira et Kanda. 

## Histoire
- 1871 : L'ancêtre de l'université est fondé par Arinori Mori à Ginza-owarichō, Tokyo. Alors nommé Institut commercial (商法講習所|Shōhō Kōhujo), il a pour but de dynamiser l'enseignement commercial après l'effondrement du Japon shogunal.
- 1884 : Passage sous la supervision directe du ministère de l'agriculture et du commerce du Japon, son nom est alors changé en École de Commerce de Tokyo (東京商業学校|Tokyo Shōgyō Gakkō).
- 1885 : Passage sous le contrôle du ministère de l'éducation, de la science, et de la culture du Japon, et absorption de l'École des Langues Étrangères de Tokyo. L'école est ensuite délocalisée dans le quartier d'Hitotsubashi, non loin du palais impérial.
- 1887 : Le statut de l'école est élevé à celui d'une école supérieure (高等商業学校|Kōtō Shōgyō Gakkō).
- 1897 : Création d'une institution pour l'enseignement des langues étrangères.
- 1899 : Autonomisation de cette dernière structure sous le nom d'école de Tokyo des langues étrangères (l'actuelle Université de Tokyo des études étrangères).
- 1902 : Changement de nom en École supérieure de Commerce de Tokyo (東京高等商業学校| Tōkyō Kōtō Shōgyō Gakkō), en raison de la création d'un établissement similaire dans la région du Kansai (l'actuelle Université de Kōbe)
- 1920 : L'établissement fait partie des premiers établissements qui bénéficient de la Loi sur l'université de 1919 et qui est autorisé à devenir une université, et son nom est changé en Université de Commerce de Tokyo (東京商科大学| Tōkyō Syōka Daigaku).
- 1927 : Délocalisation dans les quartiers de  Kinitachi et de Kodaira, à Tokyo, sa localisation actuelle, en raison du Grand Tremblement de Terre du Kanto.
- 1944 : Changement du nom en Université de l'Industrie de Tokyo (東京産業大学| Tōkyō Sangyō Daigaku) sous l'ordre du ministère de l'éducation, de la science et de la culture du Japon.
- 1947 : Le nom redevient Université de Commerce de Tokyo (東京商科大学| Tōkyō Syōka Daigaku).
- 1949 : Adoption du nouveau système universitaire pendant l'occupation américaine du pays, Université d'Hitotsubashi (一橋大学| Hitotsubashi Daigaku), à la suite d'un vote des étudiants. Les facultés de commerce, d'économie, et de droit et sciences sociales sont créées.
- 1951 : La faculté de droit et sciences sociales est scindée en deux facultés.
- 1996 : Création d'une Graduate school (大学院) de Langage et société.
- 1998 : Création d'une Graduate school d'International Corporate Strategy (ICS).
- 2004 : Création d'une école de droit en raison de l'introduction de ce type de structure au Japon.

## Facultés

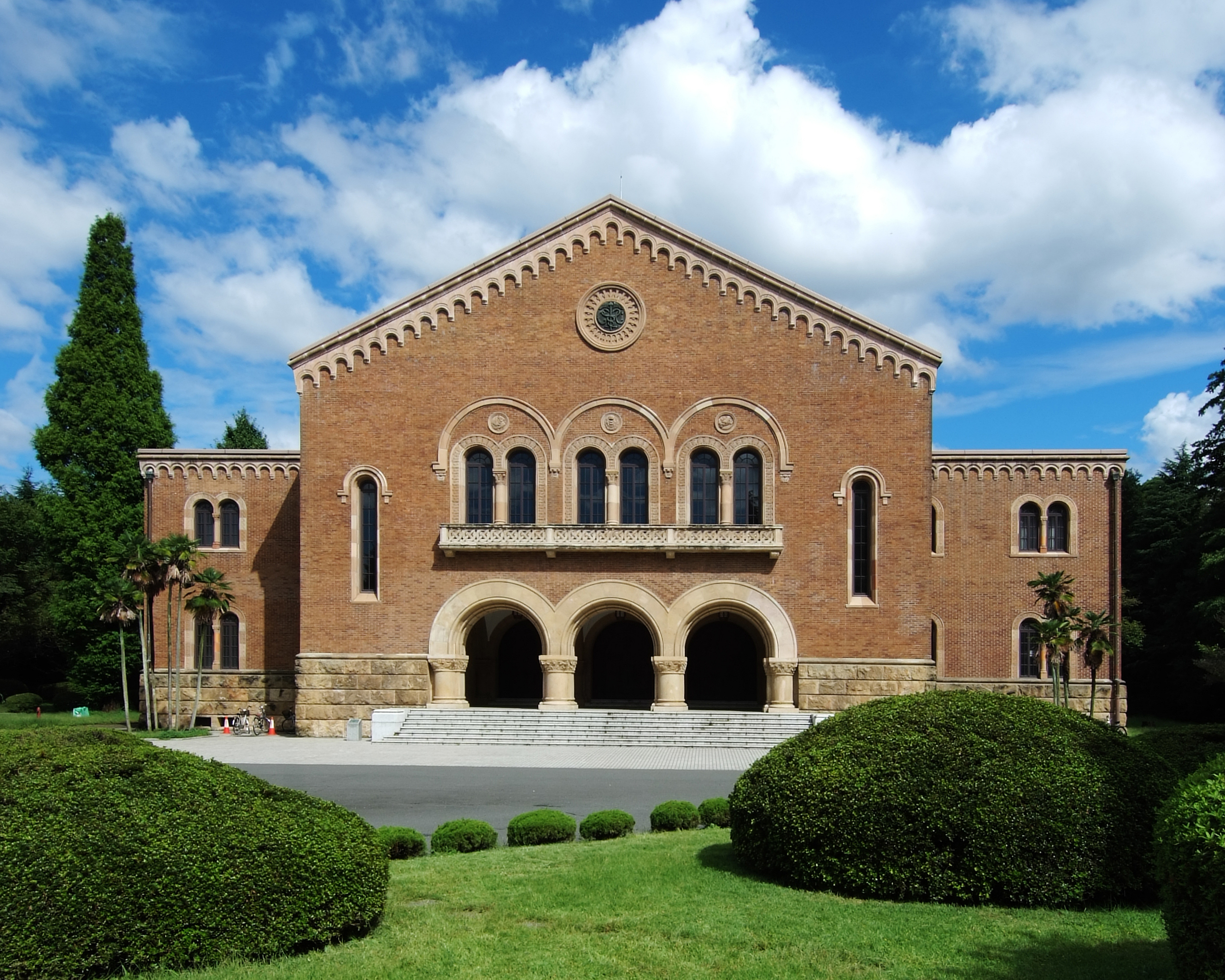
Auditorium Kanematsu sur le Campus de Kunitachi.

Hitotsubashi compte environ 4 500 étudiants de 1er cycle, et 2 100 étudiants de 2e et 3e cycle, ainsi que quelque 630 enseignants.

### Facultés de1ercycle
- Commerce (275)
- Économie (275)
- Droit (175)
- Sciences Sociales (235)

### Facultés de2eet3ecycle
- Commerce (Master : 108, Doctorat : 30)
- Économie (Master : 70, Doctorat : 30)
- Droit (Master : 15, Doctorat : 26)
  - École de droit (100)
- Sciences Sociales (Master : 87, Doctorat : 44)
- Langue et Société (Master : 49, Doctorat : 21)
- MBA
- Politique publique et internationale (55)

Entre parenthèses, le nombre d'admis annuellement.